# Långtjärnen (Degerfors socken, Västerbotten, 716396-168348)
Långtjärnen är en sjö i Vindelns kommun i Västerbotten och ingår i Umeälvens huvudavrinningsområde.